# Gradefes
Gradefes est une commune d'Espagne dans la province de León, communauté autonome de Castille-et-León. Elle s'étend sur 205,86 km2 et comptait environ 1 118 habitants en 2011.